# Maybach SW 38
Maybach siempre ha tenido una reputación para el diseño de los coches de lujo que son tan exclusivo ya que son caros . El SW 38 Tipo se introdujo en 1936. Este fue el modelo final que se publicará antes de la guerra , y estaba disponible en tres versiones de los seis motores rectos, un 3,5 litros , 3,8 litros y 4,2 litros . El mundo se quedó atónito por el SW Maybach 38 , que era capaz de alcanzar velocidades de más de 120 kilómetros por hora, una velocidad considerada "cegamiento" durante la era .

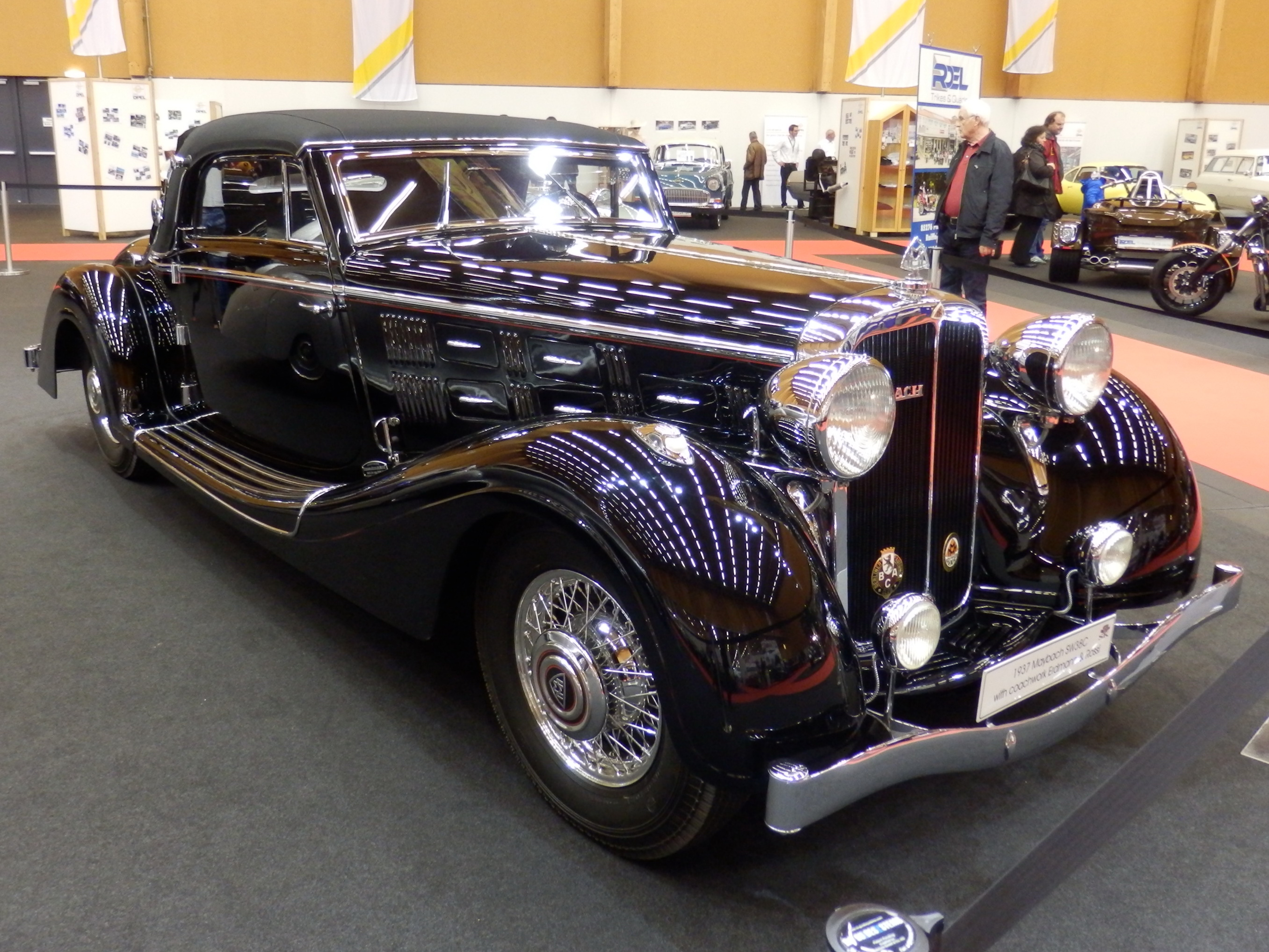

Disponible en varios tipos de cuerpo , ya que es el típico estándar con los coches antes de la guerra , el SW estaba disponible tanto en Sedan y Cabrio . Un total de 520 modelos fueron construidos entre 1936 y 1939 y sólo alrededor de 152 de estos Maybachs se sabe que existen en la actualidad.
Propiedad de la misma familia desde 1950 . Este vehículo fue sometido a una restauración completa a las especificaciones originales 1993-97 por Dave Arpa Vintage Restauraciones en Las Vegas , Nevada , y ganó el primer premio cuando se muestra por primera vez en Pebble Beach en 1997. El coche también ganó el premio Best of Show en el Santa Barbara Concours d' Elegance en 1999.
- Datos: Q11771924